# Readovka
Readovka («Ри́довка») — российское интернет-издание. Основано в 2011 году в Смоленске как страница в социальной сети «ВКонтакте». В 2014 году его владелец создал сайт Readovka, специализирующийся в то время на региональных новостях. В 2017 году появился федеральный сайт, освещающий события в России и мире. В медиахолдинг Readovka входит коммуникационное агентство «Ready», а также группа региональных проектов, объединённых брендом «Главное в городе». Входит в сеть прокремлёвского центра «Диалог».

## История
В 2014 году Алексей Костылёв основал сайт Readovka в Смоленске, посвящённый событиям в регионе. До этого в 2011 году Костылёв создал страницу во «ВКонтакте» «Важное в Смоленске», посвящённый городу. Название «Readovka» происходит от Реадовского парка в Смоленске и от английского слова «read» («читаловка»). 9 февраля 2017 года зарегистрировано как сетевое издание.
В том же 2017 году состоялась первая попытка перебазировать редакцию из Смоленска в Москву, однако после того, как они завершились неудачей, Костылев принял решение разделить редакции, и основал в столице отдельное подразделение. В ноябре 2020 года головной офис холдинга был перемещён в Москву. Тогда же было создано издание Readovka67, которое и сейчас продолжает функционировать, публикуя новости о событиях в Смоленске и Смоленской области. Медиахолдингу также принадлежат издание Readovka.by о Витебске (Белоруссия), пиар-агентство Ready и сайт Readovka.space.
В конце 2021 года издание перешло под контроль команды Евгения Пригожина. По информации польского телеканала БелСат, в марте 2022 года часть сотрудников Евгения Пригожина стали работниками интернет-издания Readovka.
В 2022 году было запущено подразделение, занимающиеся развитием сети локальных проектов, объединённых брендом «Главное в городе». По состоянию на июнь 2022 года, собственные площадки были запущены более чем в десяти городах, включая Сочи, Донецк и Херсон. Также в марте 2022 года команда Readovka создает новый канал в Телеграме «Объясняет Readovka», где эксперты издания коротко отвечают на вопросы о том, что сейчас происходит, в том числе на Украине и мировом пространстве в связи со вторжением России на Украину. Основная площадка издания Readovka — одноимённый Телеграм-канал, основанный в 2018 году. В апреле 2022 года он преодолел отметку в один миллион подписчиков, и, по данным сервиса Tgstat, входит в пятёрку самых цитируемых СМИ страны. Как рассказал изданию «Meduza» бывший сотрудник сайта и телеграм-канала «Ридовка»:

В марте [2022 года] наша редакция буквально превратилась в секту. Главред Алексей Костылев начал собирать сотрудников и читать лекции о том, что мир после начала войны уже не будет прежним, нужно принять новый ход событий, не задавать вопросов и доверять информации, которую он передаёт.
Ряд российских оппозиционных и некоторых западных изданий относит издание Readovka к прокремлёвским, а после начала войны в Украине — провоенным изданиям.. Однако сам владелец холдинга отрицает это, заявляя, что Readovka остаётся в русле независимой журналистики.
Издание придерживается откровенно исламофобской позиции нетерпимости к соблюдению обрядов ислама.
В июне 2025 году стало известно, что издание Readovka оказалось в затруднительной финансовой ситуации в связи с долгами медиахолдинга. На данный момент изначальная редакция Readovka67 закрыта, ее сотрудники уволены, причиной стали задолженности перед налоговой в 600 тысяч рублей. Что касается Readovka в Москве - ее выкупило другое крупное издание, хотя эту информацию отрицает сам Алексей Костылев, заявляя, что «ридовка не продается». 
В августе новым владельцем издания стал Андрей Ткаченко, который по крайней мере до 2024 года был начальником управления близкой к Кремлю АНО «Диалог Регионы»

## Судебные дела и блокировки
В 2020 году компания ООО «Школьник-ЮЗ» обратилась в суд из-за публикации в Telegram-канале издания Readovka о возможной связи компании с отравлением школьника Московской школы № 1206.
7 июля 2021 года Readovka временно заблокировала свой сайт по решению Видновского городского суда Московской области. По данным издания, причиной является жалоба депутата партии «Единая Россия» Дмитрия Саблина на серию статей о возможном незадекларированном доходе и участии Саблина в захвате «Совхоза имени Ленина» и Колхоза-племзавода им. М. Горького в Московской области, размещённых на сайте 28 января 2020 года. 30 августа 2021 года Роскомнадзор внёс в реестр запрещённой в России информации страницу на сайте Readovka.ru. В том же году издание перешло на домен Readovka.news. 3 сентября 2021 года, после удаления семи статей о Саблине, Роскомнадзор разблокировал сайт издания.
26 февраля 2022 года Роскомнадзор заблокировал сайт Readovka.news из-за статьи с заголовком «Роскомнадзор решил заблокировать весь Telegram в России из-за поста Readovka о беспределе мигрантов в Калужской области».

## Отзывы и критика
В 2021 году журналист издания Meduza Иван Голунов обвинил Readovka в участии в закрытии Фонда борьбы с коррупцией. По мнению Голунова, журналисты Readovka специально обратились к юристу ФБК Любови Соболь за помощью в расследовании дела о вспышке дизентерии в Москве в 2018 году. После публикации материалов расследования на сайте ФБК пищевой комбинат «Московский школьник» подал иск в суд на ФБК, который фонд проиграл, а его счета после череды обвинительных судебных приговоров и крупных штрафов по другим делам были по решению суда заблокированы, после чего фонд объявил о закрытии. Главный редактор Readovka Алексей Костылёв отверг обвинения, заявив, что до обращения за помощью к Соболь Readovka обращалась к другим СМИ, в том числе к «Медузе», и получила отказ.
8 апреля 2022 года Readovka объявила бойкот пресс-секретарю президента России Дмитрию Пескову из-за его положительных высказываний о покинувшем Россию телеведущем Иване Урганте после вторжения России на Украину.
11 апреля 2022 года Telegram-канал «Можем объяснить» опубликовал статью об изменениях в редакции Readovka с начала боевых действий на Украине. По словам уволенных сотрудников, издание ранее отличалось националистическим уклоном и освещало акции политических активистов, однако после 24 февраля сменило состав и переключилось на военную пропаганду.
В апреле 2022 года был опубликован материал, что на закрытом брифинге Министерства обороны России сообщалось о 13 414 погибших российских солдат в ходе вторжения России на Украину. Позже издание удалило материал; 22 апреля 2022 года редакция «Ридовки» опубликовала официальное сообщение о том, что был произведён взлом сообщества во «ВКонтакте», и что источник взлома был идентифицирован, а также о том, что пост был оперативно растиражирован украинскими СМИ и Телеграм-каналами. В действительности, как заявила редакция, взлом был осуществлён бывшим сотрудником издания Василием Крестьяниновым, а подобного брифинга никогда не проводилось: «Вчера поздно вечером был произведён взлом нашего сообщества в ВК, с территории соседнего государства была опубликована запись о некоем „закрытом“ брифинге Министерства обороны. Пост был оперативно удалён, источник взлома идентифицирован. То, что закрытых брифингов МО не существует в принципе, авторов не интересовало».
В октябре 2022 года администратор русскоязычной Википедии Олег Юнаков уличал интернет-издание в распространениях многократных фейков.
В ходе похорон Алексея Навального в 2024 году издание пыталось посеять сомнения в массовости их участников.

## Санкции
20 июля 2023 года, на фоне вторжения России на Украину, Readovka внесена в санкционный список Канады как «организация причастная к попыткам Кремля „русифицировать“ культуру Украины». «За пропаганду вторжения России на Украину», Канада внесла в свои санкционные списки основателя и главного редактора Алексея Костылёва.
15 января 2023 года Костылёва как «главный редактор пропагандистского СМИ» внесла в свой санкционный список Украина за «распространение пропаганды и поддержку нападения на Украину».
В феврале 2023 года Костылёва за «распространение пропаганды» ФБК внесла в свой список коррупционеров и разжигателей войны с предложением введения против него международных санкций.

## ДТП с участием Алексея Костылёва
27 октября 2024 года Алексей Костылев, владелец российского медиахолдинга «Readovka», попал в реанимацию после серьёзного ДТП на квадроцикле. По сообщениям российских медиа, авария повлекла за собой многочисленные тяжелые травмы, среди которых переломы шеи и ног, а также кровоизлияние в мозг.
После инцидента Костылева госпитализировали, и его состояние  оценивалось как критическое. Известно, что он находился в коме и был подключен к аппарату искусственной вентиляции легких (ИВЛ). Врачи готовили его к транспортировке в Москву для оказания специализированной медицинской помощи.
12 ноября 2024 года издание сообщило о том, что Алексей Костылёв пришёл в сознание несколько дней назад